# Laktam
Laktam (naziv formiran od reči lakton + amid) je ciklični amid. Prefiksi označavaju koliko atoma ugljenika (ne računajući karbonilnu grupu) je u prstenu: β-laktam (2 atoma ugljenika izvan karbonila, i 4 atoma u prstenu), γ-laktam (3 i 5), δ-laktam (4 i 6). Beta β, gama γ i delta δ su drugo, treće i četvrto slovo Grčkog alfabeta.

## Sinteza
Postoji nekoliko opštih sintetičkih metoda za organsku sintezu laktama.
- Laktami se formiraju kiselinom-katalisanim Bekmanovim premeštanjem oksima
- Laktami se formiraju iz cikličnih ketona i hidrazinske kiseline Šmitovom reakcijom.
- Laktami se formiraju ciklizacijom aminokiselina.
- U jodolaktamizaciji[2] iminijumski jon reaguje sa halonijumskim jonom formiranim in situ reakcijom alkena sa jodom.

- Laktami se formiraju putem bakrom katalisane 1,3-dipolarne cikloadicije alkina i nitrona (Kinugasova reakcija)

## Reakcije
- Laktami mogu biti polimerizovani u poliamide.